# Edmund Leighton
Edmund Blair Leighton (21. září 1853 Londýn - 1. září 1922 tamtéž) byl anglický malíř, který maloval zejména historické obrazy v prerafaelitském a romantickém duchu. Většinou zachycují scény ze středověku nebo z období regentství. K jeho obrazům patří například Ať je Bůh s tebou! (God speed!, 1900) a Pasování na rytíře (The Accolade, 1901).
Leightonovými rodiči byli časně zesnulý malíř Charles Blair Leighton (1823–1855) a Caroline Booseyová. Po absolvování University College v Londýně studoval Edmund Leighton na Královské umělecké akademii. V letech 1878 až 1920 pravidelně vystavoval na Královské akademii, ale nebyl přijat za jejího člena. V roce 1885 si vzal Katherine Nashovou, se kterou měl dceru a syna, jenž se také stal malířem.

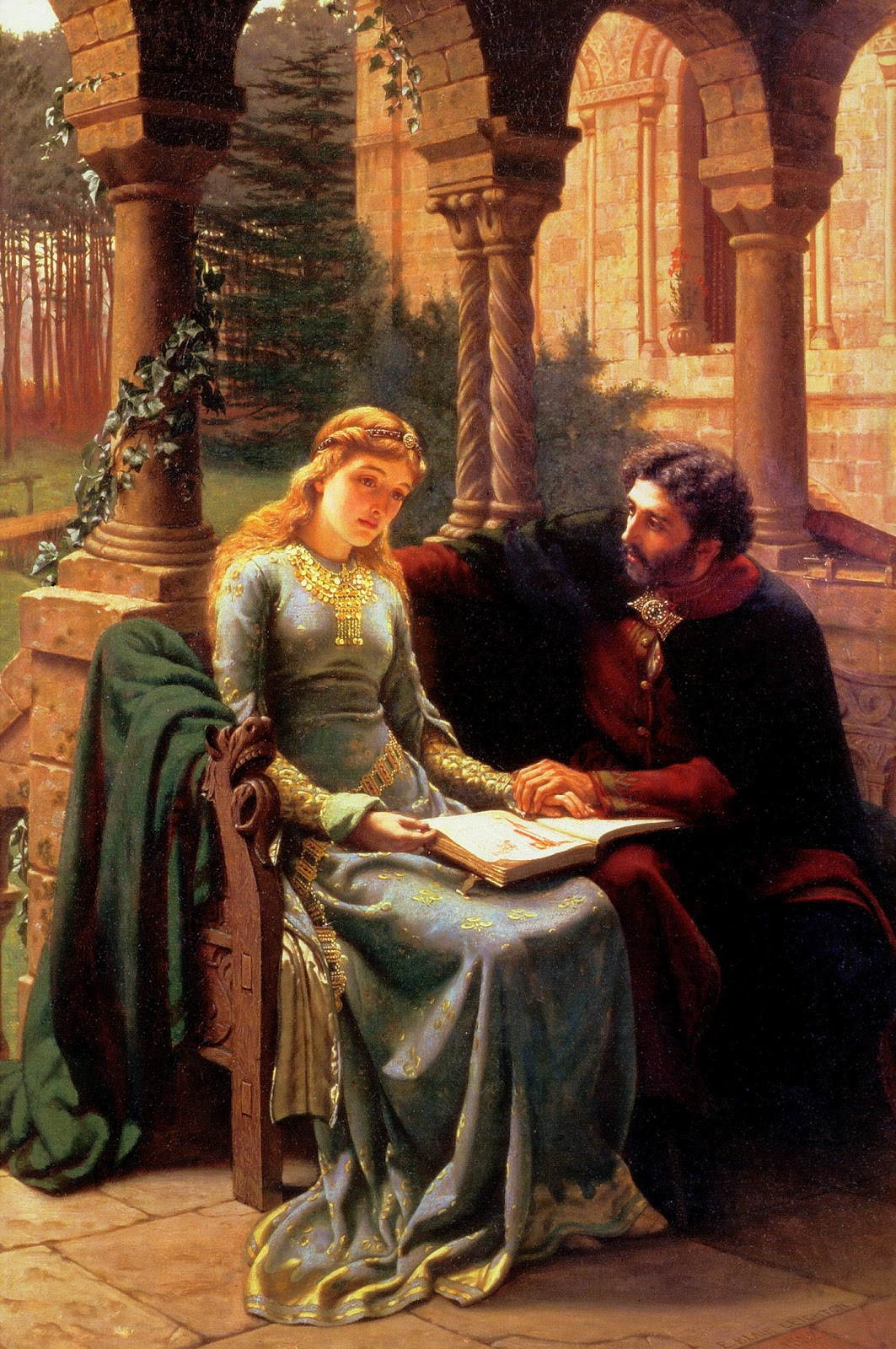
Abelard a jeho žákyně Heloisa, 1882
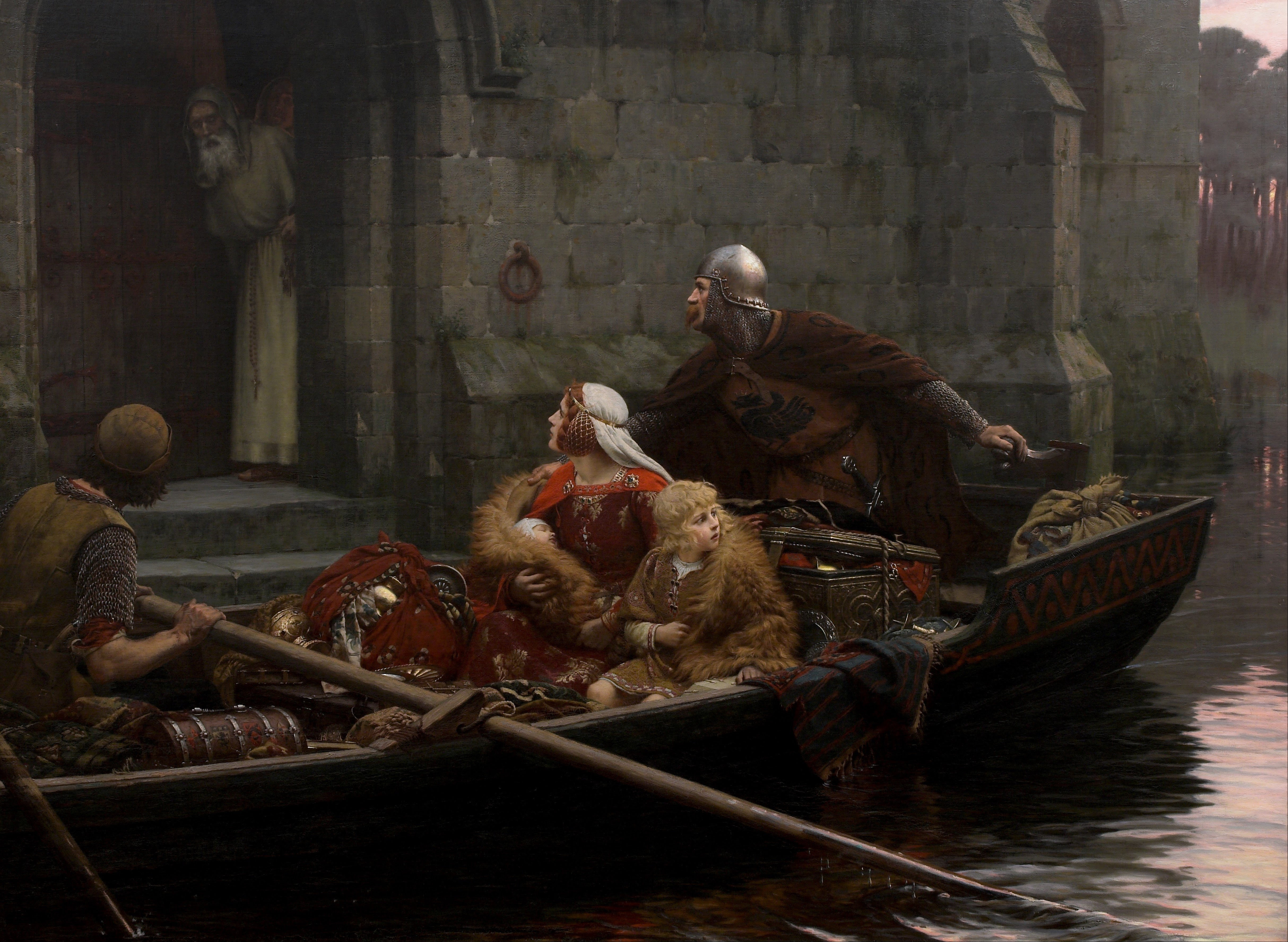
V těžkých dobách, 1897
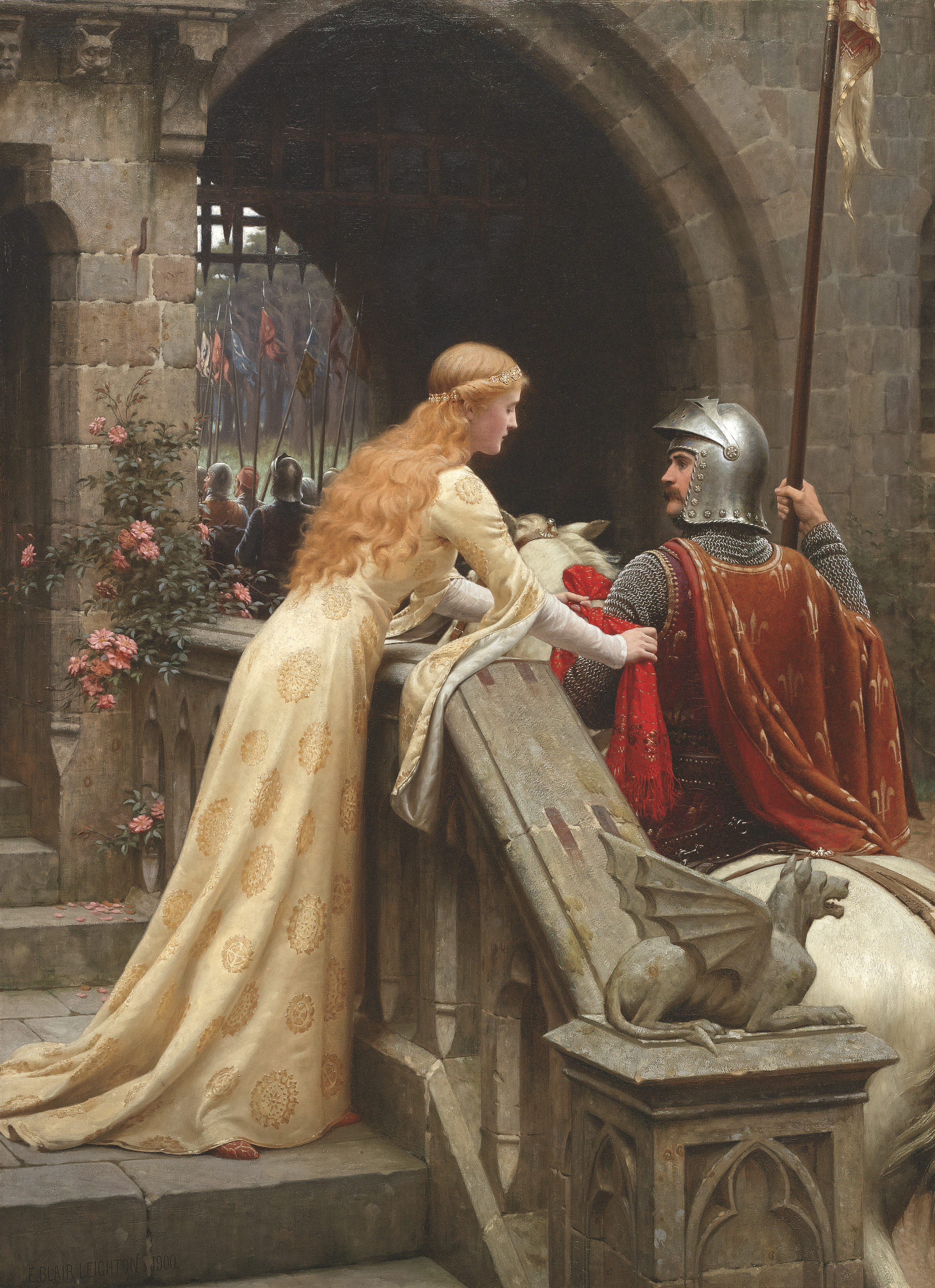
Ať je Bůh s tebou! 1900
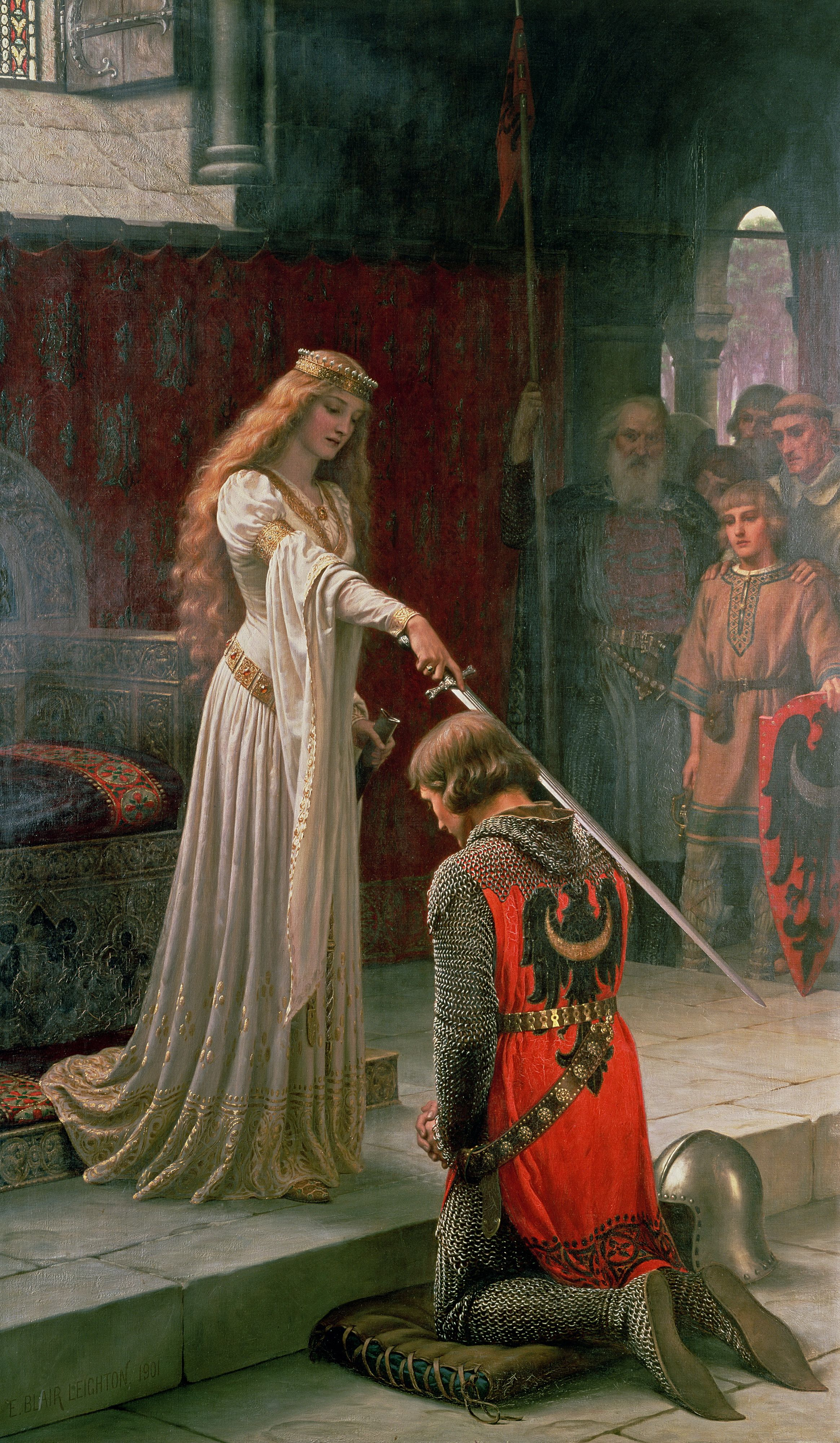
Pasování na rytíře, 1901
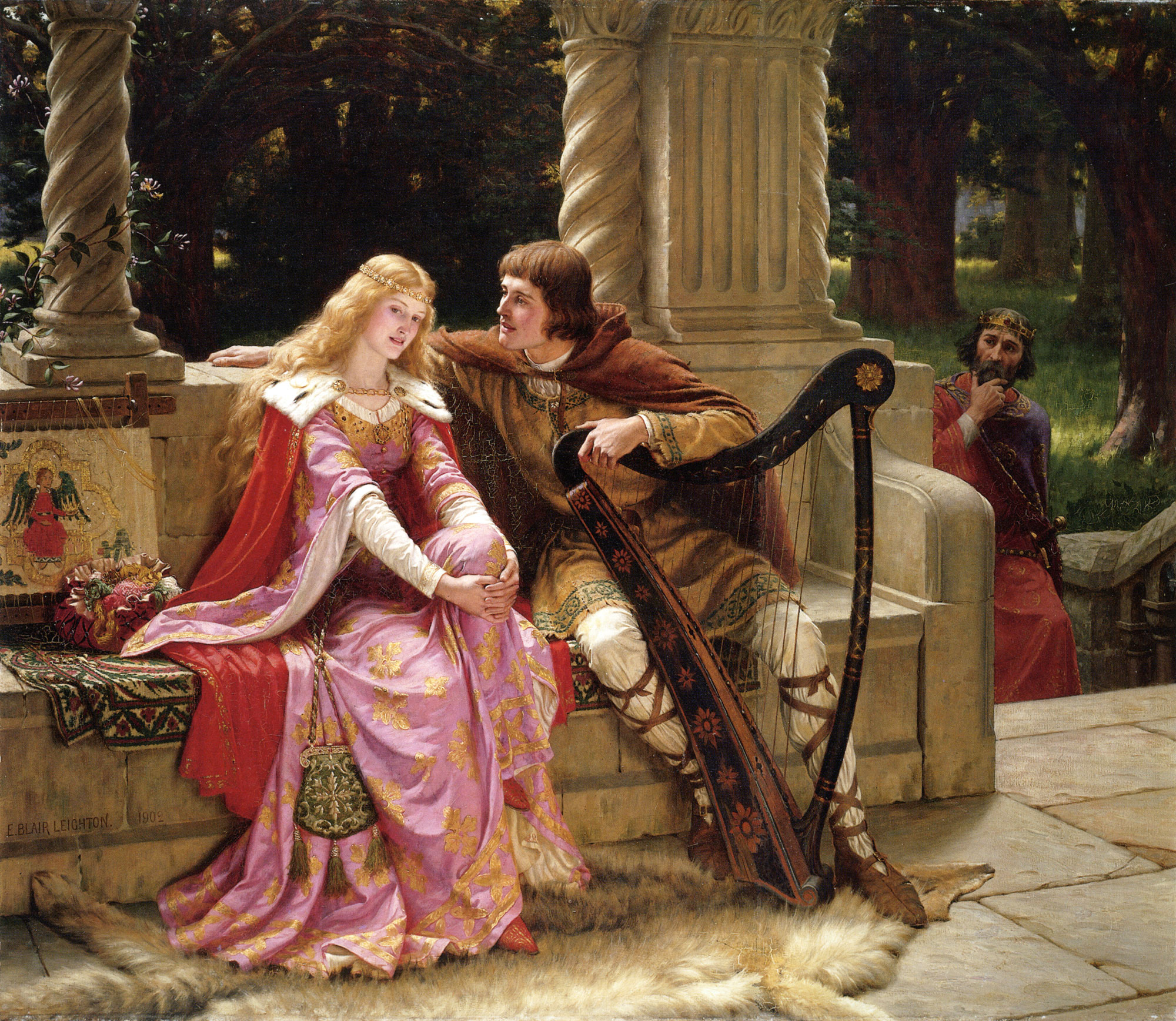
Konec písně, 1902
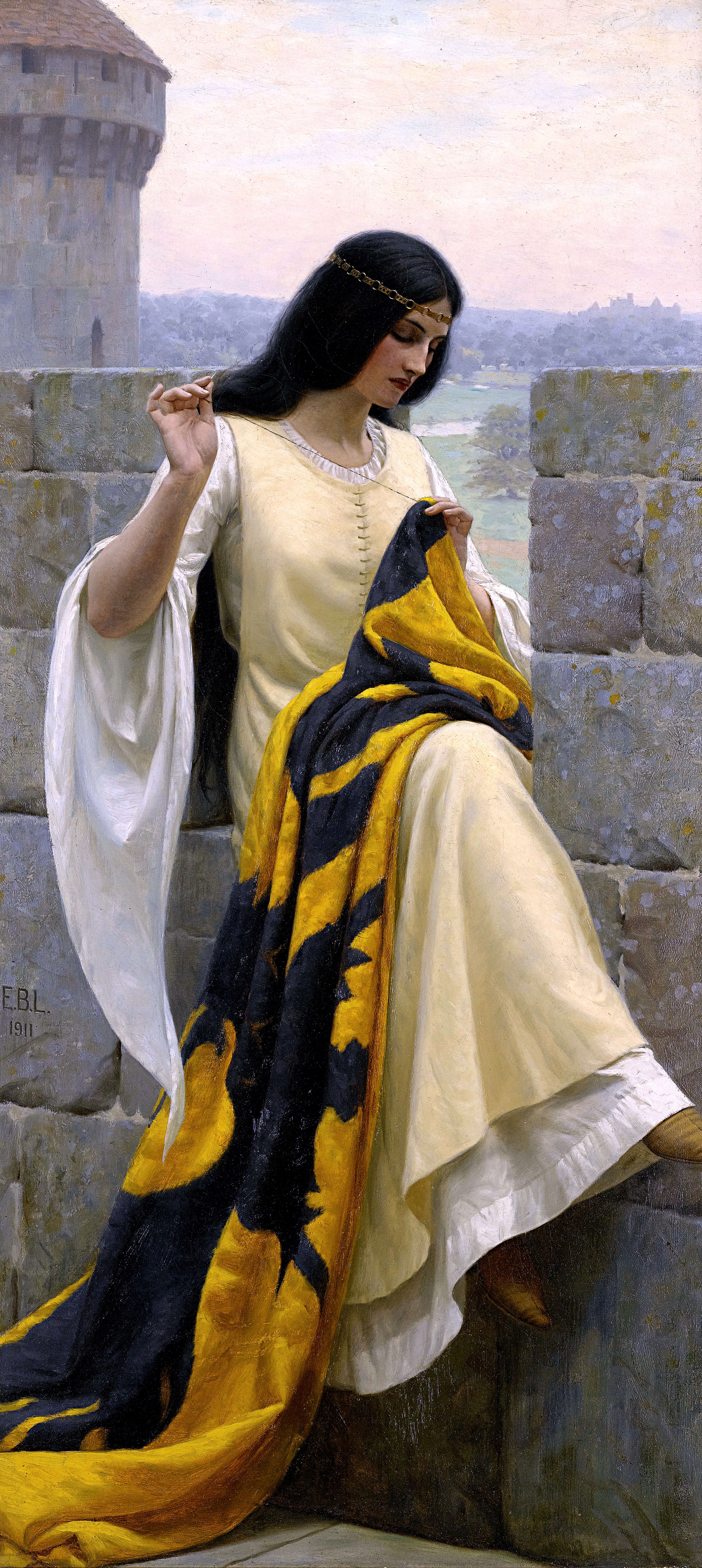
Šití praporu, 1911